# Infections of a Different Kind (Step 1)
Infections of a Different Kind (Step 1) is de tweede extended play (EP) van de Noorse singer-songwriter en producer AURORA. De EP vormt samen met het album A Different Kind of Human (Step 2), dat een jaar later verscheen, een tweeluik. De opnamen en release van Infections of a Different Kind (Step 1) staan centraal in de documentaire once AURORA.

## Nummers
1. "Queendom" - 3:27
2. "Forgotten Love" - 3:28
3. "Gentle Earthquakes" - 3:47
4. "All Is Soft Inside" - 5:09
5. "It Happened Quiet" - 4:09
6. "Churchyard" - 3:46
7. "Soft Universe" - 4:00
8. "Infections of a Different Kind" - 5:27